# Eleição para governador da Flórida em 2010
A eleição para governador do estado americano da Flórida em 2010 foi realizada em 2 de novembro de 2010.  O governador Charlie Crist, decidiu não se candidatar a um segundo mandato e, em vez concorreu a vaga no senado deixada por Mel Martinez. O republicano Rick Scott venceu a democrata Alex Sink.

## Primária Democrata

### Candidatos
- Brian Moore é um diretor executivo, foi candidato a presidente dos Estados Unidos em 2008 pelo Partido Socialisra.
- Alex Sink foi diretora executiva da Flórida entre 2007 a 2011.

### Resultados
| Primária Democrata | Primária Democrata | Primária Democrata | Primária Democrata | Primária Democrata | Primária Democrata | Primária Democrata |
| Partido            | Partido            | Candidato          | Votos              | %                  |                    |                    |
| ------------------ | ------------------ | ------------------ | ------------------ | ------------------ | ------------------ | ------------------ |
|                    | Democrata          | Alex Sink          | 663.802            | 76,9%              |                    |                    |
|                    | Democrata          | Brian Moore        | 199.896            | 23,1%              |                    |                    |
|                    |                    | Total              | Total              | 863.698            | 863.698            |                    |

## Primária Republicana

### Candidatos
- Bill McCollum é procurador geral do estado.
- Rick Scott é empresário.
- Mike McCalister é empresário.

### Resultados
| Primária Republicana | Primária Republicana | Primária Republicana | Primária Republicana | Primária Republicana | Primária Republicana | Primária Republicana |
| Partido              | Partido              | Candidato            | Votos                | %                    |                      |                      |
| -------------------- | -------------------- | -------------------- | -------------------- | -------------------- | -------------------- | -------------------- |
|                      | Republicano          | Rick Scott           | 595.474              | 46,4%                |                      |                      |
|                      | Republicano          | Bill McCollum        | 557.427              | 43,4%                |                      |                      |
|                      | Republicano          | Mike McCallister     | 130.056              | 10,1%                |                      |                      |
|                      |                      | Total                | Total                | 1.282.957            | 1.282.957            |                      |

## Eleição Geral

### Candidatos
- Rick Scott & Jennifer Carroll
- Alex Sink & Rod Smith
- Peter Allen & John E Zanni
- Michael E. Arth & Al Krulick
- Farid Khavari & Darcy G. Richardson
- C. C. Reed & Larry Waldo, Sr.
- Daniel Imperato & Karl C.C. Behm
- Josue Larose & Valencia St Louis

### Resultados
|  | Republicano          | Rick Scott & Jennifer Caroll  | 2.619.335 | 48,87%    |
|  | Democrata            | Alex Sink & Rod Smith         | 2.557.785 | 47,72%    |
|  | Partido Independente | Peter Allen & John E. Zanni   | 123.831   | 2,31%     |
|  | Sem partido          | C. C. Reed & Larry Waldo, Sr. | 18.842    | 0,35%     |
|  | Sem partido          | Michael E. Arth & Al Krulick  | 18.644    | 0,35%     |
|  | OUTROS               | OUTROS                        | 21.298    | 0,40%     |
|  | Total                | Total                         | 5.359.735 | 5.359.735 |